# 东莞职业技术学院
东莞职业技术学院，简称东职，于2009年4月成立，经广东省人民政府批准、国家教育部备案、由东莞市政府投资13.5亿元兴建，是东莞市唯一一所公立高等职业院校，是广东省第三批示范性高等职业院校立项建设单位。